# Église Saint-Maurice de Sclayn
L'église Saint-Maurice est une église romane située à Sclayn, section de la commune belge d'Andenne, en province de Namur.
Construite au XIe siècle et modifiée au XVIIIe siècle, l'église est une ancienne collégiale listée au patrimoine immobilier de la Région wallonne depuis 1949.
Il s'agit d'une des trois églises romanes de la commune d'Andenne, avec les églises Saint-Étienne de Seilles et de Saint-Pierre d'Andenelle.

## Historique
L'église Saint-Maurice est un édifice typique de l'art roman mosan du XIe siècle, fondé en 1072 par l'abbaye carolingienne de Cornelimunster et dédiée à l'origine à Notre-Dame et à Saint-Félix.
L'édifice fut modifié au XVIIIe siècle comme l'attestent tant les ancres de façade de la tour occidentale qui affichent le millésime 1723 que le style classique du portail percé dans le collatéral nord, au pied de la tour.
Il s'agit d'une ancienne collégiale, devenue église paroissiale en 1808 lorsque le chapitre de chanoines fut supprimé (l'ancienne église paroissiale de Sclayn, située sur la colline, a été démolie en 1813).
L'église fait l'objet d'un classement au titre des monuments historiques depuis le 17 mars 1949.

## Architecture

### La tour
À l'ouest, l'église Saint-Maurice présente une forte tour carrée édifiée en moellon, l'usage de la pierre de taille y étant limité aux chaînages d'angle, à la corniche et à l'encadrement des baies.
Cette tour est percée de meurtrières, au ras du toit des collatéraux, ainsi que de baies campanaires pourvues d'abat-sons.
Elle porte de nombreuses ancres de façade : ces ancres affectent toutes la forme de simples barres verticales, sauf quatre d'entre elles qui composent le millésime des transformations de 1723, sur la face nord.
La tour se termine au sommet avec un clocher octogonal en ardoises, percé lui aussi d'abat-sons, surmonté d'une élégante flèche en ardoise portant de petites lucarnes à sa base.
De curieuses pierres gravées, peut-être d'origine préromane, sont intégrées dans la maçonnerie de la base de la face ouest de la tour.

### La nef, le transept et les collatéraux
La nef, très haute, est édifiée elle aussi en moellons.
Comme à l'église Saint-Pierre d'Andenelle, les façades de la nef sont ornées dans leur partie supérieure de remarquables bandes lombardes constituées de lésènes très courtes alternant avec des arcades groupées par quatre, sous lesquelles sont logées les baies cintrées qui éclairent la nef.
Elle est flanquée de collatéraux nettement plus bas, percés de baies cintrées. Le collatéral nord est percé, sous la tour, d'un portail de style classique.
Les bras du transept, dénués de toute ornementation, sont percés chacun d'une baie de style classique et d'un petit oculus.
Le sanctuaire se termine par un chevet plat.

Église Saint-Maurice de Sclayn
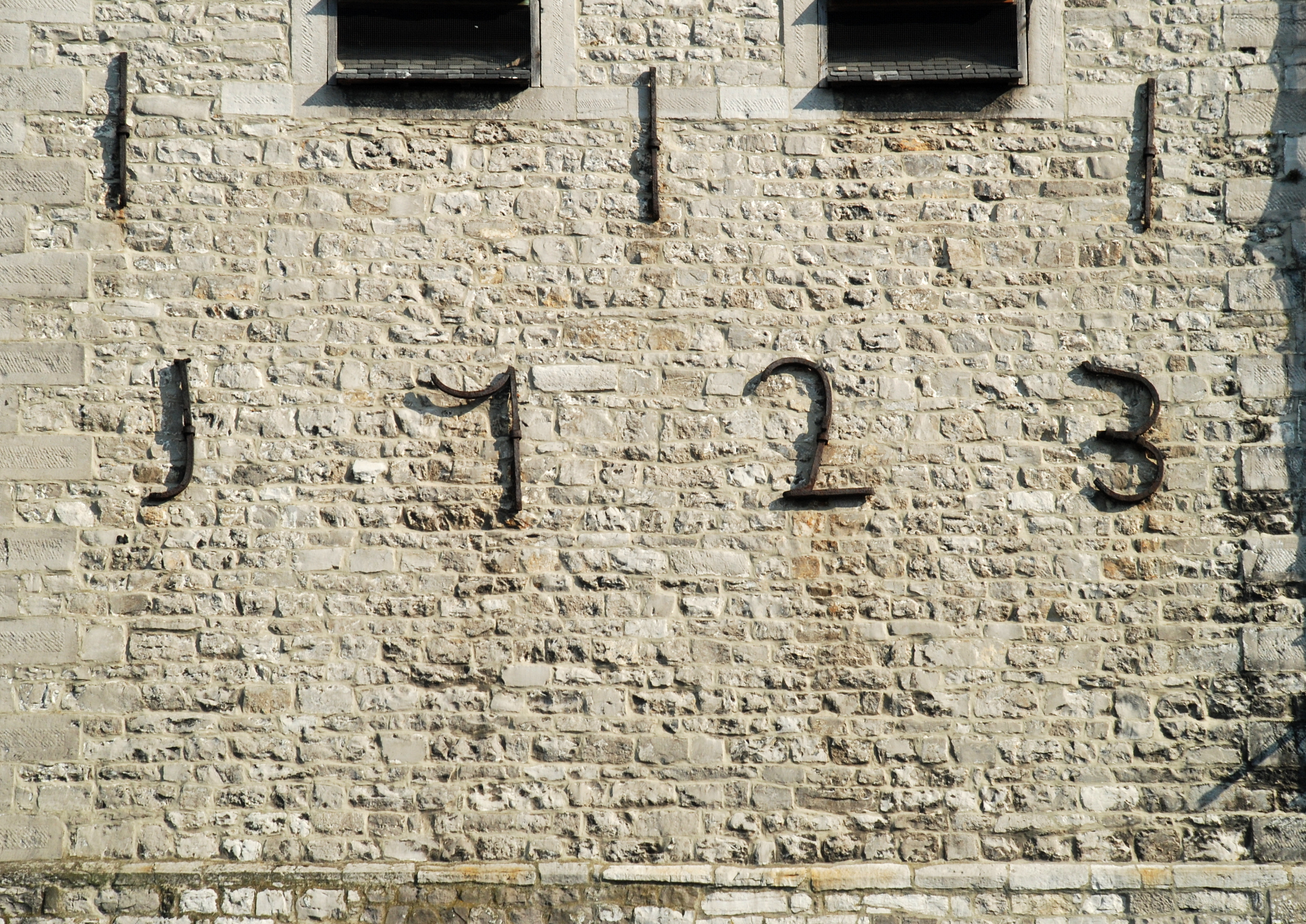
Le millésime 1723 sur la face nord de la tour.
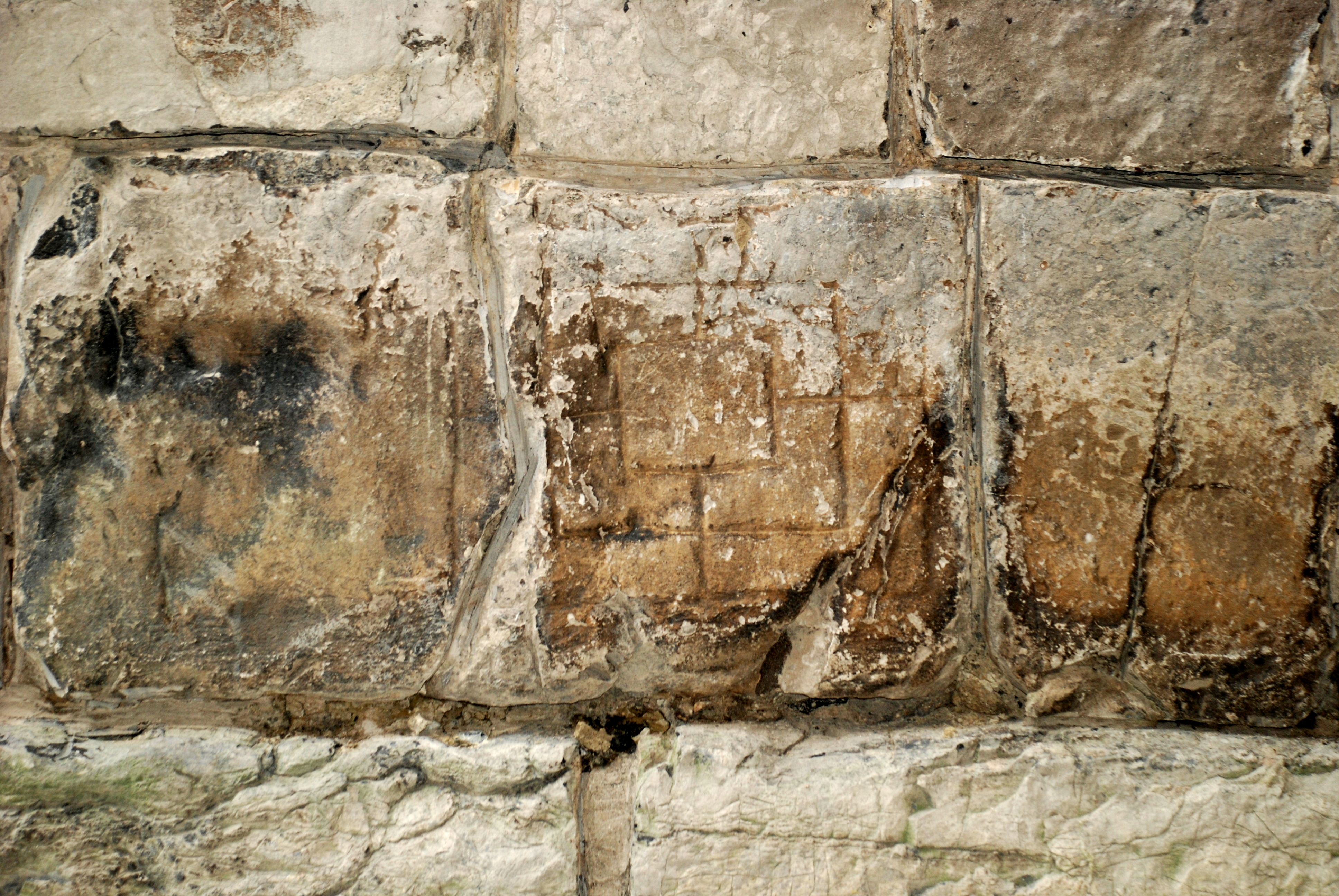
Pierre gravée de la base de la tour occidentale.
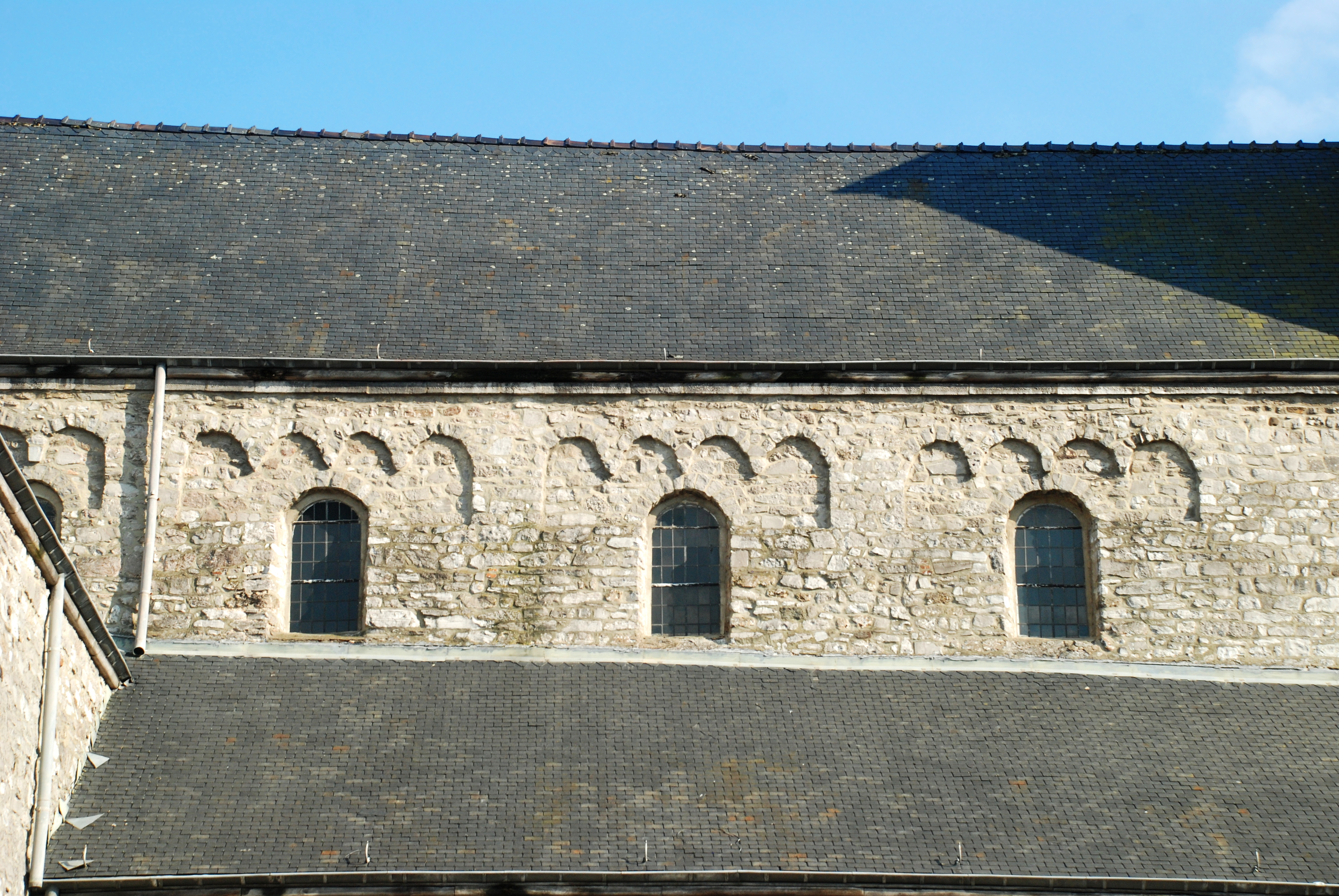
Bandes lombardes de la façade nord<.

## Patrimoine
- Le mobilier date des XVIIe et XVIIIe siècles ;
- un christ en croix du XIVe siècle ;
- de nombreuses pierres tombales datant de la Renaissance.